# والری لگاسف
والری الکسیویچ لگاسف (به روسی: Валерий Алексеевич Легасов) (زاده ۱ سپتامبر ۱۹۳۶–درگذشته۲۷ آوریل ۱۹۸۸) شیمی‌دان معدنی، استاد دانشگاه و اولین نایب‌رئیس مؤسسهٔ انرژی کورچاتف بود. عمدهٔ شهرت او به دلیل خدماتش در جریان فاجعه چرنوبیل در سال ۱۹۸۶ است.
لگاسف دانشمند انرژی اتمی نبود و تخصصی در رآکتورهای هسته ای نداشت، در رابطه با فاجعه چرنوبیل، وی؛ برای کنترل این فاجعه به مطالعه تخصصی رآکتور های هسته ای پرداخت.

## خدمات
لگاسف در زمان وقوع فاجعه چرنوبیل در ۲۶ آوریل ۱۹۸۶، معاون اول مؤسسهٔ انرژی اتمی کورچاتوف بود. والری لِگاسُف در چرنوبیل به همراه یکی از مقام‌های اتحاد جماهیر شوروی سوسیالیستی به نام بوریس شربینا، رئیس اداره کل سوخت و انرژی جماهیر شوروی و مسئول کنترل شرایط و پیامدهای بعد از انفجار نیروگاه بود. در ابتدا ، والری لگاسف و بوریس شربینا روابط متعدد و مفید نداشتند . 

خدمات ارزندهٔ او در پی فاجعه چرنوبیل بود که باعث شد این فاجعه سرانجام کنترل شود. هر چند در آخر هر دوی آنها تحت تأثیر تشعشعات هسته‌ای مبتلا به سرطان شدند.
او همواره در مورد پیامدهای حادثه چرنوبیل به مطبوعات و مردم گوشزد می‌کرد و خواستار تخلیه شهرهای نزدیک نیروگاه و پاکسازی گیاهان و زمین اطراف نیروگاه بود. او هم‌چنین مطالعه‌های فراوانی در مورد چگونگی دفع تشعشعات انجام داد.
به او بعد از پی بردن به نواقص نیروگاه‌های هسته ای که با راکتور ار.بی.ام.کی. کار می‌کردند و سایر اطلاعات در مورد فاجعهٔ چرنوبیل اجازه صحبت کردن (مخصوصاً در آژانس بین‌المللی اتمی) داده نشد تا اعتبار و قدرت شوروی به خطر نیفتد. لُگاسف نیز بعد از ۲ سال ذخیره این اطلاعات، اعترافاتش را به‌صورت نوار ضبط و در خارج از خانه مخفی کرد و سپس خود را به دار آویخت.

## دیدگاه دربارهٔ چرنوبیل
والری لگاسف در مصاحبه‌ای طولانی با «یوری شرباک» (Iurii Shcherbak) نویسندهٔ اوکراینی، با لحنی که آشکارا لحن یک نیروی عمیقاً مخلص شوروی است می‌گوید:
من به یک نتیجهٔ متناقض رسیده‌ام. نمی‌دانم همکارانم با حرفم موافق خواهند بود یا اینکه من را به سنگ انکار خواهند راند، ولی جمع‌بندی من این است که این فاجعه رخ داد چون چشم و گوش ما بیش از حد فریفتهٔ تکنولوژی شده‌است. ما خیلی عمل‌گرا شده‌ایم. با تکنولوژی‌های حساس و آسیب‌پذیر. این قضیه سوالات فراوانی پیش می‌کشد که تنها به مسئلهٔ ایمنی مربوط نمی‌شود. بیایید یک لحظه فکر کنیم: چرا وقتی بسیار ضعیف‌تر بودیم، و وضعیت بین‌المللی بسیار پیچیده‌تر بود، در مدت زمانی کوتاه، بین دهه‌های ۱۹۳۰ و ۱۹۵۰، توانستیم دنیا را با آن سرعت بالای ساخت انواع جدید تکنولوژی مبهوت کنیم و به خاطر کیفیتش هم تحسین می‌شدیم؟... اولین روش این است که این پرسش را با مثلاً عوامل شخصی و سازمانی توضیح دهیم. ولی این مسائل خیلی جدی نیستند. ما ملتی قدرتمندیم و ظرفیت‌های عظیمی داریم… و من دست آخر، کم و بیش، به این نتیجهٔ متناقض رسیدم: که تکنولوژی‌هایی که باعث افتخار ملت ماست، و آخرینش پرواز گاگارین به فضا بود، به دست افرادی به وجود آمد که روی شانه‌های تولستوی و داستایفسکی ایستاده بودند. سازندگان تکنولوژی‌های آن دوران درس‌آموختهٔ مکتب بزرگترین اندیشه‌های انسانی بودند. مکتب یک ادبیات زیبا. مکتب یک هنر والا. مکتب یک حس اخلاقی نیکو و صحیح… آنها حال‌وهوای اخلاقی خودشان را در تکنولوژی بیان می‌کردند.

## سرانجام (مرگ)
او در ساعت ۱:۲۳:۴۵ روز ۲۶ آوریل سال ۱۹۸۸ یعنی دقیقاً دو سال بعد از انفجار نیروگاه هسته ای چرنوبیل در ۲۶ آوریل ۱۹۸۶ (ساعت ۱:۲۳:۴۵) در خانه‌اش با اقدام خودکشی، خود را به دار آویخت و نیز درگذشت.
اگر او با خودکشی خود حقایق را به دست مردم جهان نرسانده بود، مقامات شوروی هرگز به ایرادها و مشکلات راکتورهای آر.بی.ام.کی (RBMK) اعتراف نمی‌کردند و اصلاح و تعمیر نمی‌شدند. 
وی همچنین برندهٔ جوایزی همچون نشان انقلاب اکتبر، جایزه دولتی اتحاد شوروی، نشان لنین، قهرمان فدراسیون روسیه و جایزه لنین شده‌است.

## در رسانه‌ها
در مینی‌سریال چرنوبیل که در سال ۲۰۱۹ از شبکه اچ‌بی‌او پخش شد، جرد هریس در نقش لگاسف ظاهر شد.
مینی‌سریال چرنوبیل در به تصویر کشیدن واقعه چرنوبیل و به ویژه پردازش شخصیت والری لگاسف تفاوت‌های مهمی با واقعیت تاریخی رقم زده‌است. برخلاف ادعای کلیدی سریال لگاسف به هیچ وجه یک دانشمند منزوی و غیرسیاسی نبود و در پایان به خاطر بیداری سیاسی دست به افشاگری نزد. او در واقع یکی از مخلص‌ترین چهره‌های دم‌ودستگاه علمی-فنی شوروی از لحاظ ایدئولوژیک به حساب می‌آمد و قائم‌مقام انستیتو کرچاتف (نهاد سازندهٔ رآکتور آر.بی.ام. کی) بود، که نه تنها محال بود هوای قهرمان‌بازی در سرش بیفتد بلکه در کل ماجرای چرنوبیل مسئولیت سازمانی داشت و باید پاسخ‌گویی می‌کرد. او برخلاف ادعای سریال هیچ تخصصی در رآکتورهای هسته‌ای نداشت و اصلاً دانشمند اتمی نبود، بلکه متخصص پرتو-شیمی بود. لگاسف یک نیروی ایدئولوژیک و متعهد به آرمان‌های شوروی بود و در واقعیت نه هیچ‌گاه بازداشت شد و نه اصولاً در هیچ‌یک از جلسات دادگاه چرنوبیل شرکت کرد. مینی‌سریال چرنوبیل او را به عنوان یک فیزیکدان تهی‌دست و بی‌خانواده در آپارتمانی کوچک و رقت‌انگیز به نمایش می‌کشد، در حالی‌که او به خاطر جایگاه مهم سیاسی-علمی‌اش یک زندگی بسیار سطح بالا داشت و همراه با همسرش و دخترش در یک عمارت ویلایی دوطبقه و مجلل زندگی خوشی را می‌گذراند. اصولاً کسی نمی‌توانست فکر تهدید لگاسف را به ذهن خود خطور دهد. او چنان در مورد حفظ وجههٔ حکومت شوروی و برنامهٔ هسته‌ای آن احساس مسئولیت می‌کرد که خودش برای ارائهٔ گزارش در کنفرانس وین داوطلب شد و این مأموریت را با بهترین نتیجه به سرانجام رساند: «اکتبر ۱۹۸۶ که به مسکو بازگشت مستقیم به انستیتو کرچاتف رفت، در طبقهٔ سوم به یکی از دوستانش برخورد و از شادی فریاد زد: "پیروزی!"».